# 뫼르테모젤

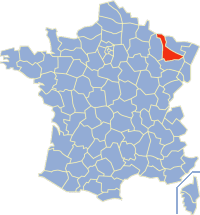
뫼르테모젤 주

뫼르테모젤(프랑스어: Meurthe-et-Moselle /mœʁ.t‿e.mo.zɛl/)은 프랑스 동부에 위치한 데파르트망으로, 주도는 낭시이며 인구는 713,779명(1999년 기준), 면적은 5,246km2, 인구밀도는 136.1명/km2이다. 주 이름은 뫼르트강과 모젤강에서 유래된 이름이다.

## 역사

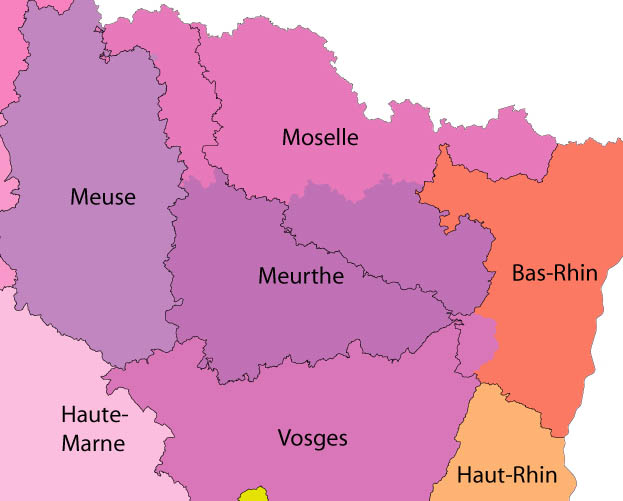
1870년의 로렌 지방. 검은색 선이 현재의 주(데파르트망) 경계이고 당시의 주(데파르트망) 구분은 색깔로 되어 있다

뫼르테모젤 주는 프랑스-프로이센 전쟁 종전 후 1871년 당시 프랑스 영토로 남게 된 기존 모젤과 뫼르트 데파르망의 일부 지역을 합쳐 성립되었다. 현재의 뫼르테모젤 주와 모젤 주와의 경계는 1871년부터 1919년까지 유효했던 프랑스와 독일의 국경과 일치한다.

## 지리
뫼르테모젤 주는 프랑스 로렌 지방(레지옹)의 일부이다.

## 경제
1960년대만 해도 이 지역 경제는 광업에 많이 의존하였다. 철, 소금, 석회 광산이 있었다.
낭시 부근의 도시 지역은 서비스 , 연구, 고등 교육 분야와 관련한 경제 활동이 활발하다.

## 거주
이 데파르망의 거주민들은 프랑스어: Meurth-et-Mosellans 뫼르트에모젤랑[*]이라고불린다.
낭시(프랑스어: Nancy) 부근은 꽤 많이 도시화되어 있으나, 남부 지역프랑스어: Santois 부근은 농촌 지역이다.

## 인구
| 연도    | 인구    | ±% p.a. |
| ------- | ------- | ------- |
| 1801    | 338,115 | —       |
| 1831    | 415,568 | +0.69%  |
| 1841    | 444,603 | +0.68%  |
| 1851    | 450,423 | +0.13%  |
| 1861    | 428,643 | −0.49%  |
| 1872    | 365,137 | −1.45%  |
| 1881    | 419,317 | +1.55%  |
| 1891    | 444,150 | +0.58%  |
| 1901    | 484,722 | +0.88%  |
| 1911    | 564,730 | +1.54%  |
| 1921    | 503,810 | −1.13%  |
| 1931    | 592,632 | +1.64%  |
| 1936    | 576,041 | −0.57%  |
| 1946    | 528,805 | −0.85%  |
| 1954    | 607,022 | +1.74%  |
| 1962    | 678,078 | +1.39%  |
| 1968    | 705,413 | +0.66%  |
| 1975    | 722,588 | +0.34%  |
| 1982    | 716,846 | −0.11%  |
| 1990    | 711,822 | −0.09%  |
| 1999    | 713,779 | +0.03%  |
| 2006    | 725,303 | +0.23%  |
| 2016    | 733,821 | +0.12%  |
| source: |         |         |

## 같이 보기
- 뫼르테모젤주의 칸톤 목록
- 뫼르테모젤주의 코뮌 목록
- 뫼르테모젤주의 아롱디스망 목록